# Dino Dana
Dino Dana è una serie di 5 stagioni e 1 film, pubblicata su Prime Video nel 2017. Sequel di Dino Dan, la serie parla di una bambina che vede dinosauri nel mondo reale e che conduce esperimenti su di loro. Dino Dana ha per sequel Dino Dex.

## Trama
Sequel di Dino Dan, Dino Dana segue una bambina di nove anni di nome Dana Jain, che si dedica a completare "esperimenti sui dinosauri" per imparare di più su dinosauri, pterosauri, rettili marini preistorici, sinapsidi, insetti preistorici e mammiferi preistorici. Spesso, grazie alle lezioni apprese durante gli esperimenti, accresce anche la sua comprensione della vita e matura a livello personale.
Tra gli altri personaggi ci sono la sua sorellastra maggiore, Saara; sua madre, Ava; il suo patrigno, Ahman; sua nonna materna, Gloria; e Dexter, il suo fratellastro neonato, nato all'inizio della terza stagione. Jason Spevack e Trek Buccino fanno anche apparizioni occasionali nei panni di Dan e Trek Henderson.
La serie combina riprese dal vivo con animazione CGI.

## Episodi
| Stagione | Episodi | Pubblicazione originale | Pubblicazione originale |
| Stagione | Episodi | Prima pubblicazione     | Ultima pubblicazione    |
| -------- | ------- | ----------------------- | ----------------------- |
| 1        | 13      | 24 maggio 2017          | 17 agosto 2017          |
| 2        | 13      | 24 marzo 2018           | 4 agosto 2018           |
| 3        | 13      | 22 maggio 2019          | 3 luglio 2019           |
| 4        | 13      | 16 aprile 2020          | 16 aprile 2020          |